# SSX on Tour
SSX on Tour è un videogioco di snowboard e sci, il quarto titolo della serie SSX. Uscì per GameCube, PlayStation 2, PSP e Xbox. È anche noto con il nome di SSX 4.
La versione GameCube contiene come personaggi giocabili Mario, Luigi, e la Principessa Peach. Questo grazie a un accordo sviluppato dalla Nintendo per avere i suoi personaggi in alcuni videogiochi della EA.

## Colonna sonora
Come per SSX Tricky e SSX 3, SSX on Tour contiene diversi brani autorizzati.
La canzone principale presente nell'intro è Run to the Hills degli Iron Maiden.

### Tracce
- Avenged Sevenfold - Bat Country
- Billy Talent - Red Flag
- Blackalicious - Rhythm Sticks
- Bloc Party - Banquet
- Bonobo - Flutter
- Bonobo - Pick Up
- Chali2Na feat. Beenie Man - International
- C-Rayz Walz - Street Reppin'
- Death from Above 1979 - Romantic Rights
- Def Leppard - Let It Go
- Dio - Stand Up and Shout
- Diplo - Big Lost
- Diplo feat. P.E.A.C.E. - Indian Thick Jawns
- Diva International - Nothing to Do
- DJ Spooky and Dave Lombardo feat. Chuck D - B-Side Wins Again
- Fu Manchu - I Can't Hear You
- Goldfinger - My Everything
- Hot Hot Heat - Pickin' It Up
- Iron Maiden - Run to the Hills
- Jurassic 5 - Red Hot
- LCD Soundsystem - Daft Punk Is Playing at My House
- Louis XIV - God Killed the Queen
- Maxïmo Park - Apply Some Pressure
- Morningwood - Nu Rock
- Motörhead - Overkill
- Nine Black Alps - Shot Down
- OK Go - Here It Goes Again
- Paul Wall feat. Big Pokey of the S.U.C. - Sittin' Sidewayz
- Pennywise - Competition Song
- Queens of the Stone Age - Medication
- Rock 'n' Roll Soldiers - Flag Song
- Scorpions - Dynamite
- Sweatshop Union - Come Back
- The Faint - I Disappear
- The Herbaliser feat. Roots Manuva - Lord, Lord
- The Herbaliser - Gadget Funk
- The Hives - No Pun Intended
- The Perceptionists - People 4 Prez
- Vatican D.C. - Antisocal
- We Are Scientists - Lousy Reputation
- Z-Trip feat. Whipper Whip - All About the Music